# Sekisho Challenge Open
Il Sekisho Challenge Open è un torneo professionistico di tennis giocato su campi in cemento. Fa parte dell'ITF Women's Circuit. Si gioca annualmente a Tsukuba in Giappone.

## Albo d'oro

### Singolare
| Anno | Campionessa   | Finalista     | Punteggio     |
| ---- | ------------- | ------------- | ------------- |
| 2011 | Aiko Nakamura | Chan Chin-wei | 6–3, 2–6, 6–3 |
| 2012 | Aki Yamasoto  | Risa Ozaki    | 6–3, 1–6, 6–1 |
| 2013 | Nao Hibino    | Erika Sema    | 6–4, 7–6(7–2) |

### Doppio
| Anno | Campionesse                             | Finaliste                  | Punteggio |
| ---- | --------------------------------------- | -------------------------- | --------- |
| 2011 | Chan Chin-wei Hsu Wen-hsin              | Kim So-jung Erika Takao    | 6–1, 6–1  |
| 2012 | Luksika Kumkhum Varatchaya Wongteanchai | Yurina Koshino Mari Tanaka | 6–2, 6–2  |
| 2013 | Chan Chin-wei Hsu Wen-hsin              | Lee Ya-hsuan Yumi Miyazaki | 6–2, 6–1  |